# 克里斯托弗·雷
克里斯托弗·雷（英語：Christopher Ré）是一名美國計算機科學家。他目前受聘於史丹佛大學，擔任副教授。他於2015年獲得麥克阿瑟獎。雷專注於大數據分析。他共同創辦了資料探勘和機器學習公司Lattice.io，該公司於2017年5月被蘋果公司收購。